# Thamusida
Tamusida (punsko: 𐤕𐤌𐤃𐤏𐤕) je bilo punsko rečno pristanišče, ki je bilo v današnjih mestih Kénitra in Mehdya v Maroku. Pod Rimskim cesarstvom je bil del province [[Tingiška Mavretanija|Tingiške Mavretanije.

## Ime
Punska oblika imena je bila TMDʿT (𐤕𐤌𐤃𐤏𐤕). Ker je izvirno ime pomenilo trdi, dihajoči zvok /tʰ/ namesto običajnega /th/, se isto ime včasih piše tudi Tamusida ali Tamusia. Verjetno je identičen Thymiateria, ki ga omenja Pseudo-Scylax.

## Zgodovina
Uporabljali so ga kot kartažansko trgovsko postojanko in je bil približno 48 kilometrov od Šalata (rimska Sala in današnji Chellah). Izdajalo je lastne bronaste kovance. Na najdišču so našli nekaj punskih napisov.
V prvih letih Avgustovega vladanja so ga zasedli Rimljani. Tam sta bila vojaški tabor in bližnje mestece, dokler Klavdij I. ni povečal Thamuside. Po mnenju zgodovinarja Stefana Camporealeja je bila pomožna enota, ki je zgradila rimski tabor v Thamusidi, verjetno Cohors secunda Syrorum civium Romanorum v drugi polovici 1. stoletja (keramični dokazi potrjujejo to kronologijo): ta tabor (s priloženim vicus) je bil eden največjih kampov v celotni provinci Tingiška Mavretanija in je meril približno 2 hektarja). Pod Antonini je bil zgrajen tempelj za čaščenje Venere. Kasneje je naselbina postopoma rasla in do konca 2. stoletja ali v začetku 3. stoletja je bila obdana z obzidjem, ki je vključevalo skupno površino približno 15 hektarjev.{{sfnp|Camporeale|2011|pp=169-171}
[[quote|Med Klavdijevo vladavino se v Thamusidi množijo okrepljene strukture. Verjetno je bilo zavetje aktivnega pristanišča, o čemer pričajo številni ostanki amfor, in je postalo razkladalno mesto in rimsko oskrbovalno središče. Pod Flavijci je tam ostala rimska vojaška posadka. Mesto je dajalo znake rasti; zgrajen je bil tempelj (tempelj z reliefom), terme in bivalne hiše, vključno z osrednjim dvoriščem. Pod Trajanom ali Hadrijanom se je zdelo, da je prišlo do novega strukturiranja mestnega prostora s podelitvijo pravokotnega urbanističnega načrta mestu s termalnimi kopališči in majhnim templjem, posvečenim Veneri-Astarti. Razvoj in obogatitev mesta sta se izražala v nenehnem povečevanju in preoblikovanju rečnih termalnih kopališč, v gradnji novih templjev ob bregu reke Sebou in v novih bivališčih, kot je Hiša tlaka, ki je sprejela načrt bogatih rezidenc Volubilisa in Španije. Skromne hiše, delavnice in gospodarska poslopja so zasedla številne soseske. Poleg komercialnih in industrijskih funkcij, ki so v ozadju njegovega razvoja, naj bi mesto Thamusida igralo pomembno vojaško vlogo. Naseljeno je bilo z veterani in pod Markom Avrelijem je bila zgrajena najbolj impozantna trdnjava Tingitane, da bi zagotovili zaščito civilnega prebivalstva. Pod Komodom ali Septimijem Severom je bilo zgrajeno obzidje, ki je na novo uporabilo nagrobne stele in zdrobila del tlakovca, kar je kazalo na dejstvo, da je delo narekoval strah pred bližnjo ali oddaljeno nevarnostjo. V 3. stoletju je bilo mesto vedno aktivno, kar kaže na obseg rečnih term in gostoto keramičnih najdb, dokler ni prišlo do dokončne opustitve, ki se je zgodila med letoma 274 in 285, vendar ni bilo znano, ali je bilo zaradi odhoda vojske ali zaradi drugega vzroka. Razpršene najdbe in nekateri zidovi Thamuside potrjujejo kratkotrajno zasedbo po datumu evakuacije.|Mark Ellingham}}
V 3. stoletju je Thamusida postala večinoma krščansko mesto s skoraj 7000 prebivalci. Najdišče je bilo opuščeno okoli leta 285 našega štetja, ko je Dioklecijan preselil rimski limes Tingiške Mavretanije na sever, blizu Lixusa. Nekaj prebivalcev je bilo – glede na nedavna arheološka odkritja – v Thamusidi še eno stoletje po rimski opustitvi. Toda z invazijo Vandalov je mesto izginilo okoli leta 425 našega štetja.

## Sodobno arheološko najdišče
Najdišče je leta 1874 prepoznal in obiskal Charles Tissot. Od leta 1913 so ga občasno izkopavali francoski raziskovalci. Izkopavanja so se nadaljevala v dveh fazah:
- 1952-1955 (Raymond Thouvenot, Maurice Euzennat in Marmonnier);
- 1959-1962 (Claude Nicolet, Jean-Pierre Callu, René Rebuffat, Jean-Paul Morel in Jean-Marie Dentzer).[6] in od leta 1998.

Številni predmeti, najdeni v Thamusidi, so danes na ogled v Arheološkem muzeju v Rabatu. 
Raziskovalci so na mestu prepoznali vojaško taborišče in mesto. Od taborišča so preiskali le ogrado in pretorij. Iz mesta so odstranili del mestnega obzidja, stanovanjske insule, velika termalna kopališča in templje. S stratigrafskimi raziskavami je bilo mogoče orisati zgodovino zasedbe mesta. Le redki kamni v zasebnih hišah ali javnih stavbah so natančno izklesani; večina hišnih zidov ipd. je iz lomljenega in poljskega kamna, ki so ga kasneje ometali in so ga pogosto prenašali iz Italije kot ladijski balast. Streh ni bilo skoraj 1700 let; Najdenih je bilo le nekaj odlomkov strešnikov (tegul), mozaikov pa ne.
Zdi se, da ni bilo nobenega turističnega razvoja in da so bila izkopavanja prekinjena.